# Can Molins (Sant Feliu de Buixalleu)
Can Molins és una masia gòtica de Sant Feliu de Buixalleu (Selva) protegida com a Bé Cultural d'Interès Local.

## Descripció
Masia aïllada, situada al nucli de Gaserans.
L'edifici està estructurat per un cos principal i un cos posterior. Coberta desigual a doble vessant al cos principal, amb ràfec amb una filera de teula girada. La coberta del cos posterior, és a doble vessant i amb ràfec de doble filera.
A la planta baixa, de l'edificació principal, hi ha l'entrada principal, amb arc de mig punt i dovelles en pedra. Al costat dret i amb un nivell d'entrada inferior, una altra porta, en arc escarser i també amb dovelles i carreus de pedra als brancals. A l'esquerra una petita obertura quadrangular amb brancals, ampit i llinda de pedra; una porta en arc rebaixat amb brancals de pedra; i una finestra en arc rebaixat.
Al pis, sobre la porta d'entrada destaca una finestra doble d'estil gòtic trevolada (però actual), amb una estreta columna, amb el seu respectiu capitell de decoracions vegetals. Al costat dret, una finestra en arc conopial i arquets i decoracions vegetals (actual). Al costat esquerre hi ha dues finestres amb llinda monolítica, amb carreus als brancals de pedra i ampit també de pedra.
Hi ha un rellotge de sol esgrafiat, que conserva l'agulla. L'esgrafiat s'estén també a l'entorn de les dues finestres del pis de la part esquerra.
A l'entorn de la finca hi ha l'era i una pallissa.